# Сегачян, Таня
Таня Сегачян (англ. Tanya Seghatchian; род. апрель 1968, Лондон) — британский кинопродюсер армянского происхождения. Наиболее известна как один из продюсеров первых четырёх частей фильмов о Гарри Поттере.

## Биография
Таня Сегачян родилась в 1968 году в Лондоне, в армянской семье. Училась в Кембриджском университете. Там же началась её карьера, где она участвовала в проектах театрального клуба Footlights при университете, став со временем вице-президентом этого клуба. В 1990-е годы получила приглашение работать на BBC в качестве продюсера документальных телефильмов. В 1997 году Сегачян присоединилась к британской продюсерской компании Heyday Films, где также начала работать продюсером над созданием фильмов о Гарри Поттере.

## Фильмография
Продюсер
1. Behind the Scenes with Jane Campion (2022)
2. Власть пса (2021)
3. Kaos (сериал 2020 — …)
4. Холодная война (2018)
5. Корона (сериал 2016 — …)
6. Киногид извращенца: Идеология (2012)
7. История кино: Одиссея (мини-сериал 2011)
8. Ангел (2007)
9. Гарри Поттер и Кубок огня (2005)
10. Мое лето любви (2004)
11. Гарри Поттер и узник Азкабана (2004)
12. Гарри Поттер и Тайная комната (2002)
13. Look (2001)
14. Гарри Поттер и философский камень (2001)
15. История британского искусства (сериал 1996)

## Награды
Победитель
1. 2022 Golden Globe-Best Motion Picture — Drama
2. 2005 BAFTA Film Awards-The Alexander Korda Award for the Outstanding British Film of the Year

Номинант
1. 2021 Oscar-Best Motion Picture of the Year
2. 2017 Emmy-Outstanding Drama Series[3]